# Les Terres froides (récit)
Ne doit pas être confondu avec Terres froides ou Les Terres froides (film).
Les Terres froides est un récit autobiographique de l'écrivain français Yves Bichet, publié en 2000 par les Éditions Gallimard.

## Incipit
« Les chasseurs, tout le monde les croise, un jour ou l’autre...
Pour moi, ils étaient deux, deux chasseurs très mystérieux, deux vagabonds à la Giono, trainant leurs litrons violacés sur les hauts des Terres froides, leurs faces burinées, leur sérum antivénin périmé et leurs sacoche en cuir. Deux chasseurs de serpents... »

## Résumé
L’auteur-narrateur fait le récit de son enfance dans le Dauphiné et plus précisément dans la région naturelle des Terres froides avec la récolte de violettes en compagnie de son petit frère Bernard ; la chasse aux aspics pour le pharmacien ; le cachot de la vieille institutrice (qui enfermait les élèves indisciplinés sous son bureau au contact de puanteurs intimes) ; les dessous malodorants et suffocants de son bureau ; les guerres scolaires et la fête des Rogations ; la pêche aux tritons ; l'ami, Antoine, mort asphyxié sans oublier la foire de Beaucroissant, seul événement véritable des Terres froides,.

## Personnages et lieux évoqués

### Personnages
- Le narrateur (Yves Bichet)
- Bernard (son frêre)
- Antoine (son ami d'enfance)
- Élisabeth (son premier amour adolescent)
- Mademoiselle Barthélemy (ou La Barthé, son institutrice)
- La famille Merchich (Jaoued, Sofia et Habib), copains d'enfance
- Les chasseurs
- Les chevalier de l'an Mil (leurs ossements au « plan des os »)

### Lieux

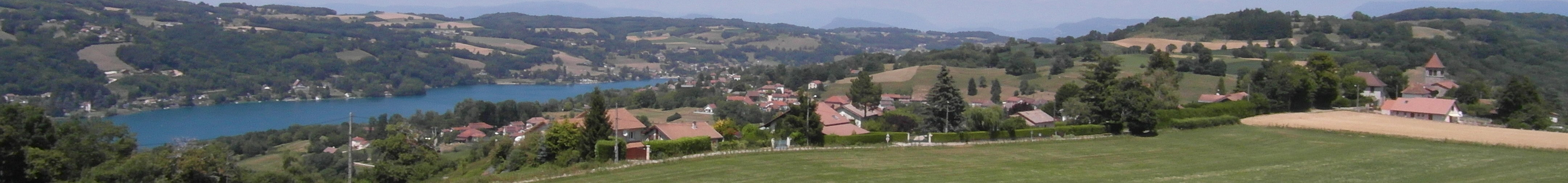
Le lac de Paladru et les Terres froides, vers le nord-ouest, depuis Bilieu

- Les routes et les chemins des Terres froides
- Les villages d'Izeaux et de Torchefelon (surnommé « Torche félons »)
- Le lac de Paladru et son site palafitte (Colletière)
- La foire de Beaucroissant et ses « monstres ».

## Analyse
Le récit est divisé en vingt chapitres :
1. Partie de chasse
2. Qui c'est ?
3. L'Isolat d'Izeaux
4. Tous les matins du monde
5. Les violettes fiction
6. Peur de la fiction
7. Mademoiselle Barthélémy
8. les Rogations
9. Parenthèse de comptoir
10. Salamandre
11. Le plan des Os
12. La beau-croissant
13. Antoine
14. Premier baiser
15. Compagnie d'un mort
16. Après tant d'années : poème (Le trottoir)
17. Parenthèses
18. Les chevaliers paysans
19. Coup de foudre
20. Le ventre

Yve Bichet fait référence à l'écrivain Jean Giono dès la première ligne de son texte et décrit la vie d'un jeune garçon né et résidant dans la région des terres froides, petite région naturelle, peu peuplée et située dans le nord du département de l'Isère que l'on découvre au fil des pages ainsi que ses premières amours et ses premières aventures au sein d'une société très liée à la terre et aux traditions ancestrales,.

## Éditions
Édité chez Fayard, le 23 août 2000, 188 pages  (ISBN 978-2213607245)

## Prix et récompenses
Yves Bichet a reçu pour ce récit autobiographique le prix Prix Lettres frontière décerné à Nyon (Suisse), en 2001